# Al-Mihdhar-Moschee

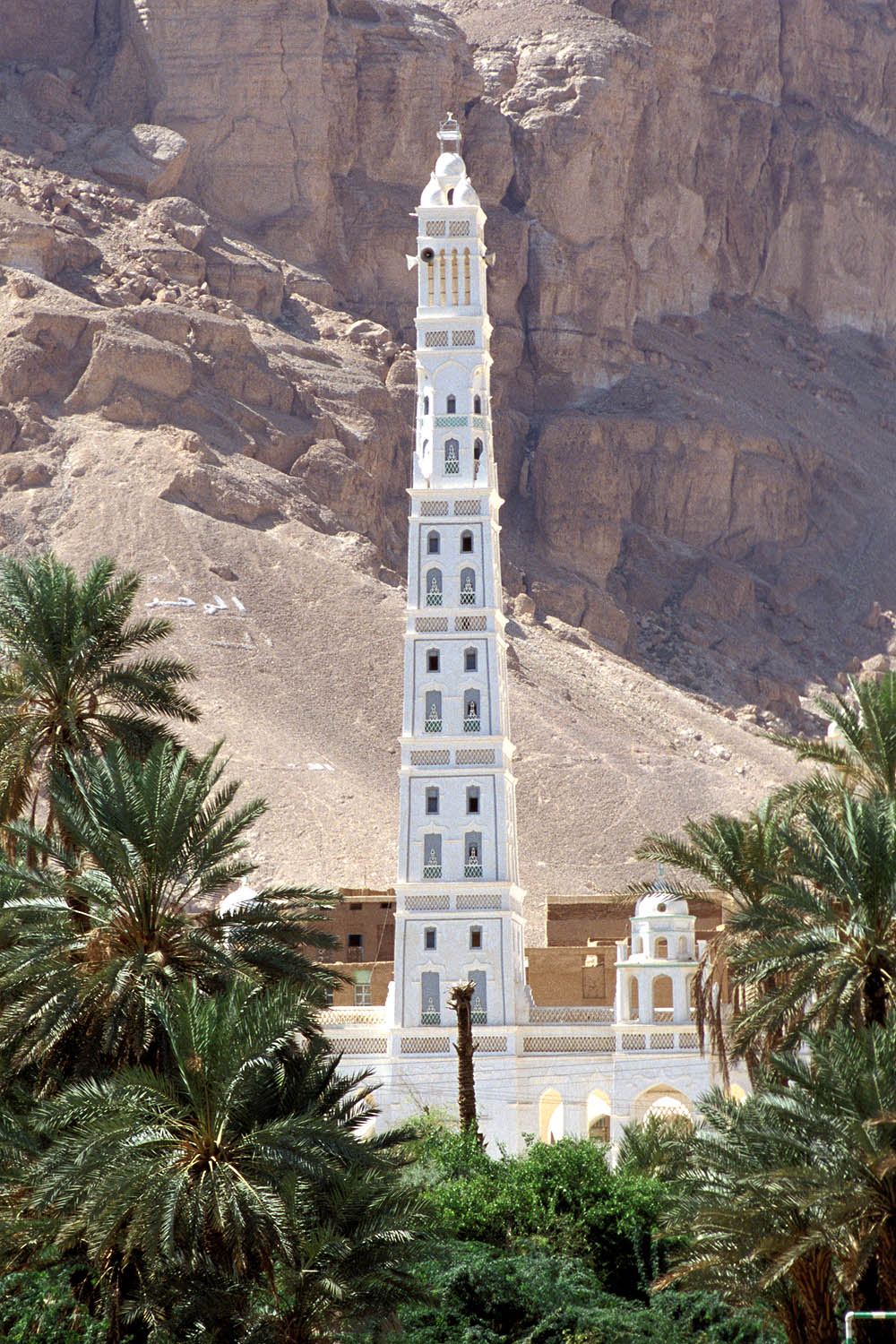
Minarett der al-Mihdhar-Moschee in Tarim, Jemen

Die al-Mihdhar-Moschee (arabisch مسجد المحضار Masdschid al-Mihdhar, DMG Masǧid al-Miḥḍār) ist eine berühmte jemenitische Moschee in Tarim, Wadi Hadramaut. Ihr Minarett ist das Wahrzeichen der Stadt. Ihr Name rührt von Imam Omar al-Mihdhar (arabisch عمر المحضار) her, der im 15. Jahrhundert lebte. In neuerer Zeit wurde sie umgebaut.
Ihr neu hinzugefügtes weißes quadratisches Lehmziegel-Minarett ist mit 53 Metern das höchste im Jemen. Es wurde nach einem Entwurf des Dichters Abu Bakr bin Schihab (gest. 1931) von Awad Salman Afif al-Tarimi erbaut.